# Chivas USA
Club Deportivo Chivas USA was een professionele voetbalclub uit de Amerikaanse stad Carson, Los Angeles County in de staat Californië. Chivas werd in 2004 opgericht en was de satellietclub van het Mexicaanse Chivas Guadalajara. De thuishaven van de club was het Home Depot Center, waarin 27.000 toeschouwers plaats konden nemen. Medebespeler van het stadion was Los Angeles Galaxy. De clubkleuren waren rood, wit en marineblauw, zoals die van de moederclub in Mexico. Chivas USA was evenals Chivas Guadalajara (Mexico) en Deportivo Saprissa (Costa Rica) eigendom van de Mexicaanse zakenman Jorge Vergara.
Chivas USA richtte zich vooral op de Latijns-Amerikaanse bevolkingsgroepen en dan vooral de inwoners van Mexicaanse oorsprong. Met de oprichting van Chivas USA hoopte Jorge Vergara bij de Amerikaanse Mexicanen en andere latino's meer interesse te wekken voor de MLS.
Bij Chivas USA speelden vooral Mexicaanse en Amerikaanse latino's, waaronder voormalig Mexicaans international Francisco Palencia. De eerste coach van de club was de Nederlander Thomas Rongen. Na slechte resultaten werd hij ontslagen en opgevolgd door landgenoot Hans Westerhof om het seizoen in 2005 af te maken.
In het seizoen 2006 speelde Amerikaanse international en voormalig ADO Den Haag-, Ajax- en FC Utrecht-speler John O'Brien voor de club.
Aan het einde van het seizoen van 2014 werd de club opgeheven. Chivas USA werd vervangen in de MLS door een andere club uit Los Angeles genaamd Los Angeles FC
. Deze nieuwe club speelde zijn eerste officiële wedstrijd in de Major League Soccer op 4 maart 2018. Voorafgaand aan het einde van de club kende Chivas USA een moeilijke tijd. Jeugdtrainers Dan Calichman en Ted Chronopoulos klaagden de club op 29 mei 2013 aan wegens discriminatie. Calichman en Chronopoulos waren kort daarvoor ontslagen en clubeigenaar Jorge Vergara zou gezegd hebben dat iedereen binnen de organisatie die geen Spaans sprak ontslagen zou worden. Daarnaast had de club al enkele seizoenen last van lage toeschouwersaantallen.

## Selectie vóór opheffing club
Keepers
- Dan Kennedy
- Trevor Spangenberg

Verdedigers
- Bobby Burling
- Carlos Borja
- Carlos Bocanegra
- Andrew Jean-Baptiste
- Tony Lochhead
- Akira Kaji
- Jhon Kennedy Hurtado
- Donny Toia

Middenvelders
- Marco Delgado
- Eric Avila
- Oswaldo Minda
- Martín Rivero
- Matt Dunn
- Nigel Reo-Coker
- Marvin Chávez
- Nathan Sturgis
- Thomas McNamara
- Agustín Pelletieri

Aanvallers
- Caleb Calvert
- Erick Torres
- Luis Bolaños
- Ryan Finley
- Leandro Barrera
- Félix Borja
- Kris Tyrpak
- Eriq Zavaleta

## Bekende (oud-)spelers
- Ante Razov
- John O'Brien
- Brad Guzan
- Francisco Palencia
- Claudio Suárez
- Maykel Galindo
- Paulo Nagamura
- Sacha Kljestan
- Alex Zotincă
- Laurent Courtois
- Nigel Reo-Coker
- Carlos Bocanegra
- Juan Agudelo
- Juan Pablo Ángel
- Erick Torres
- Adolfo Bautista
- Luke Moore
- Mauro Rosales
- Agustín Pelletieri